# Tân Pháp

Bản đồ các vùng lãnh thổ do Pháp kiểm soát, 1534–1763

Tân Pháp (tiếng Pháp: Nouvelle-France) là vùng thuộc địa của Pháp ở Bắc Mỹ, kéo dài trong giai đoạn từ khi Jacques Cartier phát hiện ra sông Saint Lawrence năm 1534, tới khi Tân Pháp bị nhượng lại cho Đế quốc Anh và Tây Ban Nha năm 1763. Trong thời điểm đỉnh cao (trước Hiệp ước Utrecht), lãnh thổ của nó trải dài từ Newfoundland tới dãy núi Rocky, từ vịnh Hudson tới vịnh Mexico. Vùng lãnh thổ này được chia làm năm thuộc địa, mỗi thuộc địa có một chính quyền riêng, bao gồm: Canada, Acadia, vịnh Hudson, Newfoundland và Louisiana.

## Lịch sử
Cuộc chinh phục luôn là chủ đề trung tâm và gây tranh cãi của Canada như được minh họa bởi một tập phim vào năm 2009, khi những người tái ban hành được ngăn chặn từ việc khôi phục lại những trận chiến quyết định năm 1759 ở Québec. Cornelius Jaenen lập luận rằng "Cuộc chinh phục vẫn là một chủ đề khó khăn đối với các nhà sử học người Pháp gốc Canada", những người bị chia rẽ để xem nó. Một nhóm coi đó là một thảm họa kinh tế, chính trị và ý thức hệ tiêu cực, đe dọa một cách sống với chủ nghĩa duy vật và Tin Lành. Ở cực khác là những nhà sử học thấy lợi ích tích cực của việc bảo tồn ngôn ngữ, tôn giáo và phong tục truyền thống dưới sự cai trị của Anh. Các cuộc tranh luận của người Pháp ở Canada đã leo thang kể từ những năm 1960, khi cuộc chinh phục được xem là một thời điểm then chốt trong lịch sử dân tộc Québec. Nhà sử học Jocelyn Létourneau đề xuất trong năm 2009, rằng ngày nay, 1759 không thuộc về quá khứ mà chúng ta có thể muốn nghiên cứu và hiểu, nhưng thay vào đó, đến hiện tại và tương lai mà chúng ta có thể định hình và kiểm soát.
Mặt khác, các nhà sử học người Anh, miêu tả cuộc chinh phục như một chiến thắng cho quân sự Anh, chính trị và kinh tế vượt trội là một lợi ích lâu dài cho người Pháp.